# Panyindangan Wetan
Panyindangan Wetan is een bestuurslaag in het regentschap Indramayu van de provincie West-Java, Indonesië. Panyindangan Wetan telt 4400 inwoners (volkstelling 2010).